# Aescwine dell'Essex
Æscwine, o Erkenswine, Erchenswine (494? – Essex, 587), nacque nell'antica Sassonia, nel nord della Germania, ed è indicato dalle genealogie anglosassoni come il primo sovrano dell'Essex, nell'odierna Inghilterra, sul quale regnò dal 527 e fino alla morte, avvenuta nel 587.
Poche sono le informazioni sulla sua vita e sul suo regno. Gli succedette il figlio Sledda. Il suo nome compare per la prima volta in una genealogia del Wessex conservata nel London, BL, Add. MS 23211, risalente, pare, al tardo IX secolo. Essa afferma che era padre di re Sledd e a sua volta figlio di Offa, che era figlio di Bedca, figlio di Sigefugl, figlio di Swæppa, figlio di Antsecg, figlio di Gesecg, figlio di Seaxnet (leggendario capostipite dei Sassoni).